# 布罗尼
布罗尼（義大利語：Broni）是意大利伦巴第大区帕維亞省的市镇。面积为20.9平方公里，2004年人口数量为9279人。